# Oreolalax rhodostigmatus
Oreolalax rhodostigmatus är en groddjursart som beskrevs av Hu, Fei in Liu, Hu och Fei 1979. Oreolalax rhodostigmatus ingår i släktet Oreolalax och familjen Megophryidae. IUCN kategoriserar arten globalt som sårbar. Inga underarter finns listade i Catalogue of Life.